# Ceratoxancus elongatus
Ceratoxancus elongatus is een slakkensoort uit de familie van de Ptychatractidae. De wetenschappelijke naam van de soort is voor het eerst geldig gepubliceerd in 1958 door Sakurai.